# Klub slovenských turistů a lyžařů
Klub slovenských turistů a lyžařů (slovensky Klub slovenských turistov a lyžiarov) byl nástupcem Klubu československých turistů, který ztratil kompetence na území Slovenska po Mnichovské dohodě a vzniku Slovenské republiky v roce 1938.

## Historie
Mnichovská dohoda a rozdělení Československa zasáhly do činnosti mnoha do té doby celostátních organizací. Na Slovensku vznikaly nové. Mezi nimi byla i turistická. Nová slovenská vláda nařídila převzít do té doby společný majetek všem nově vytvořeným společenským organizacím. Dne 28. října 1938 v Liptovském Mikuláši zasedl přípravný výbor nové slovenské turistické organizace a začal se zabývat převzetím centrálního majetku na území Slovenska. Šlo o několik chat, nocleháren, ubytoven, útulen, loděnic a jiných turistických objektů. Ústřední výbor Klubu československých turistů bez výhrad již před zasedáním přípravného výboru s rozdělením souhlasil.
Dne 15. ledna 1939 se v Liptovském Mikuláši, za účasti zástupců Slovenské župy Klubu československých turistů, Svazu lyžařů ČSR, horolezeckého spolku JAMES a horské záchranné služby, uskutečnila valná hromada, na níž byl založen Klub slovenských turistů a lyžařů. Prvním předsedou se stal JUDr. Andrej Pitoňák, advokát z Kežmarku. Ústředním tajemníkem byl Alojz Lutonský, který v této funkci ještě v témže roce skončil a vrátil se do ní v letech 1946–1949.
Nový Klub slovenských turistů a lyžařů (KSTL) měl sedm autonomních sborů - turistický, lyžařský, vodácký, jeskyňářský, horolezecký spolek JAMES, záchranný a fotografický sbor. Každý měl svého náčelníka. Všechny turistické objekty, které do té doby vlastnil Klub československých turistů na území Polska a Maďarska, byly ztraceny. Na začátku roku 1939 měl klub 68 sborů s 3935 členy. Všechny měly jednotné stanovy.

### Činnost KSTL
V době začínajícího válečného konfliktu nebylo mnoho prostoru k rozvíjení činnosti. Mnozí členové klubu se zapojili do protifašistického odboje. Mnozí obětovali svůj život. Mezi nimi byli Ján Rašo, Pavol Bilík, Eduard Hrnčiřík, Jan Žuffa a Ján Bezrouk. Válečné boje poškodily nebo zcela zničily 71 turistických chat.
Po válce pomohla státní správa při jejich obnově částkou téměř 76 milionů Kčs. Klub měl své ústředí v Liptovském Mikuláši. V roce 1945 se předsedou stal Gustáv Nedobrý. Slovenští i čeští turisté projevili vůli opět se spojit do jednotné organizace. Dne 30. září 1945 schválila valná hromada KSTL návrh stanov Klubu československých turistů jako zájmové celostátní organizace, kterou, se stejnými právy, budou tvořit Klub slovenských turistů a lyžařů a Klub českých turistů. Organizačně šlo o zastupování společných zájmů navenek, přičemž rozhodovací práva na svém území měl každý klub samostatně.
Slovenský klub začal organizovat turistické vycházky, výlety a mnohé jiné turistické akce. Přibližně 7 procent členů turistické základny (kolem 900 osob) tvořilo vodáckou základnu. V lyžařském oboru bylo 6 procent (816 osob), horolezců bylo 200. Jeskyňářský sbor měl přes 70 členů. Do konce roku 1947 měl klub 93 odborů a přes 13 tisíc členů. V roce 1947 byl rozčleněn do osmi oblastí – malokarpatské, nitranské, trenčínské, tatranské, fatranské, středoslovenské, krasové a východoslovenské. V roce 1947 měl klub v ročním rozpočtu zahrnut milion korun na organizační činnost a čtyři miliony na investice. K původním objektům, které spravoval před válkou, přibyla Kežmarská chata.

### Majetek klubu
Do roku 1949 vlastnilo Ústředí KSTL 5 horských chat a Dům KSTL v Liptovském Mikuláši. V pronájmu mělo 7 chat ve Vysokých Tatrách a podniky na Štrbském Plese. V majetku odborů klubu byly další chaty a turistické objekty. Na západním Slovensku jich bylo 13. Na středním Slovensku měly místní odbory v majetku a správě 35 chat a turistických objektů a na východním Slovensku 8 objektů.

### Tiskové orgány klubu
Klub vydával časopis Krásy Slovenska, který vycházel v roce 1946 v nákladu přes 2 tisíce výtisků. Obnovil a vydával čtrnáctideník Host - turista (Hosť - turista), vydával turistické mapy a průvodcovskou literaturu. Založil vydavatelství Slovtur v Liptovském Mikuláši.

### Zánik klubu
Po roce 1948 nová československá vláda usilovala o sjednocení tělovýchovy a sportu do jedné celostátní organizace. Vytvořila Jednotnou tělovýchovnou organizaci Sokol. KSTL se sjednocení bránil. Argumentoval tím, že již má podchyceny některé turistické organizace, které působí v jednom celku. V červenci 1949 byl schválen zákon o státní péči o tělesnou výchovu a sport. Všechny sportovní organizace, kromě JTO Sokol, měly zaniknout a jejich majetek měl převzít Sokol. Valná hromada klubu, která se konala ve dnech 24.-25. září 1949 musela, na nátlak státních mocenských struktur, organizaci rozpustit. Později se sjednocená tělovýchova zbavila většiny turistických objektů. Knihovna klubu, která měla přes 3 tisíce svazků, byla zničena i s archivem.
V roce 1952 vznikl Slovenský výbor pro tělesnou výchovu a sport. Objekty, které vlastnil klub a pak organizace Sokol, přešly do majetku národního podniku Cestovný ruch (Cestovní ruch) a v roce 1954 do národního podniku Turista. Po zániku n. p. Turista spravovaly chaty a mnohé jiné turistické objekty národní podnik Restaurace a jídelny, Závodní výbory ROH, Interhotely a jiné organizace.
Turisté i navzdory těmto zásahům, nepřestali v činnosti. Scházeli se na celostátních turistických srazech, značkovali turistické stezky, pořádali mezinárodní plavby po Dunaji a mnohé jiné akce. Po roce 1956 se realizovali v novém Československém svazu tělesné výchovy (ČSTV). Na Slovensku turistiku řídil Slovenský výbor ČSZTV. Po reorganizaci ČSTV v roce 1969 zastřešoval v ČSR Českou tělovýchovnou organizaci (ČTO) a na Slovensku Slovenskou tělovýchovnou organizaci (STO). Pod její záštitou vznikl Slovenský svaz turistů (Slovenský zväz turistov). Kromě turistické činnosti vydával měsíčník Slovenský turista v nákladu tisíc výtisků. Jeho vydávání skončilo v polovině osmdesátých let 20. století. Pak ho zastupoval časopis Krásy Slovenska, který vydávalo Vydavatelství Šport. V letech 1968–1969 vyvíjela činnost Slovenská unie táborníků (Slovenská únia táborníkov). Zakládány byly turistické oddíly mládeže. Slovenský svaz turistiky se transformoval na Svaz turistiky slovenské organizace ČSZTV. Sídlo svazu bylo v Bratislavě.
Dne 24. února 1990, v nových společenských poměrech po listopadu 1989, se uskutečnila mimořádná konference Svazu turistiky a na valné hromadě byl založen nový Klub slovenských turistů.